# Tropidurus helenae
Tropidurus helenae là một loài thằn lằn trong họ Tropiduridae. Loài này được Manzani & Abe mô tả khoa học đầu tiên năm 1990.